# Nguyễn Đình Thi
Nguyễn Đình Thi (* 1924 im heutigen Laos, damals französische Kolonie Vietnam; † 2003 in Hanoi) war ein vietnamesischer Schriftsteller, Literaturwissenschaftler, Musiker und Komponist. Er gilt als einer der bekanntesten Schriftsteller Vietnams.

## Leben
Geboren wurde er in Phong Saly nahe der ehemaligen Königsstadt Luang Prabang im Norden von Laos. Die Region gehörte damals als Protektorat der französischen Kolonie Französisch-Indochina an. Als Sohn aus wohlhabendem bürgerlichen Hause erlangte er akademische Bildung an französischen Schulen. Als Intellektueller stellte er sich in den Dienst des nationalen Befreiungskampfes unter kommunistischen Vorzeichen. Er war über viele Jahre Vorsitzender des nationalen Schriftstellerverbandes. Er trat wie Bert Brecht zeitlebens für künstlerische Unabhängigkeit ein. Einige seiner Theaterstücke wurden verboten. Durch seine Lieder war er bei den einfachen Leuten populär.

## Arbeit
Schriftstellerisch trat er vor allem als Lyriker hervor. Seine Gedichte gelten als klassisch, in der nationalen Tradition stehend. Daneben verfasste er Theaterstücke, Essays, Romane und Kurzgeschichten. Als literarischer Kritiker war er gefürchtet. In die deutsche Sprache übersetzt liegen nur zwei Erzählungen vor, 1968 und 1970 in der DDR-Reihe Das neue Abenteuer publiziert, und ein posthum in zweisprachiger Ausgabe zur Frankfurter Buchmesse 2006 fertiggestellter Gedichtband. Bei THO – Gedichte handelt es sich um eine Gemeinschaftsproduktion der Freundschaftsgesellschaft Vietnam mit dem Verlag Kim Dong. Die Übersetzung ins Deutsche leistete der emeritierte Marburger Germanistik-Professor Günter Giesenfeld, der als Vorsitzender der Freundschaftsgesellschaft über viele Jahre persönliche freundschaftliche Beziehungen zu Nguyễn Đình Thi unterhielt. Der Komponist Đặng Hữu Phúc vertonte seine Gedichte als Chorsymphonie, Đất nước.

## Werke (Auswahl)
- THO – Gedichte. Düsseldorf 2006 (vietnamesisch und deutsch, 215 S., 20  Illustrationen von Le Quor Viet mit 1 sign. Original-Holzschnitt), ISBN 3-9803978-3-1